# سنگ کربناته

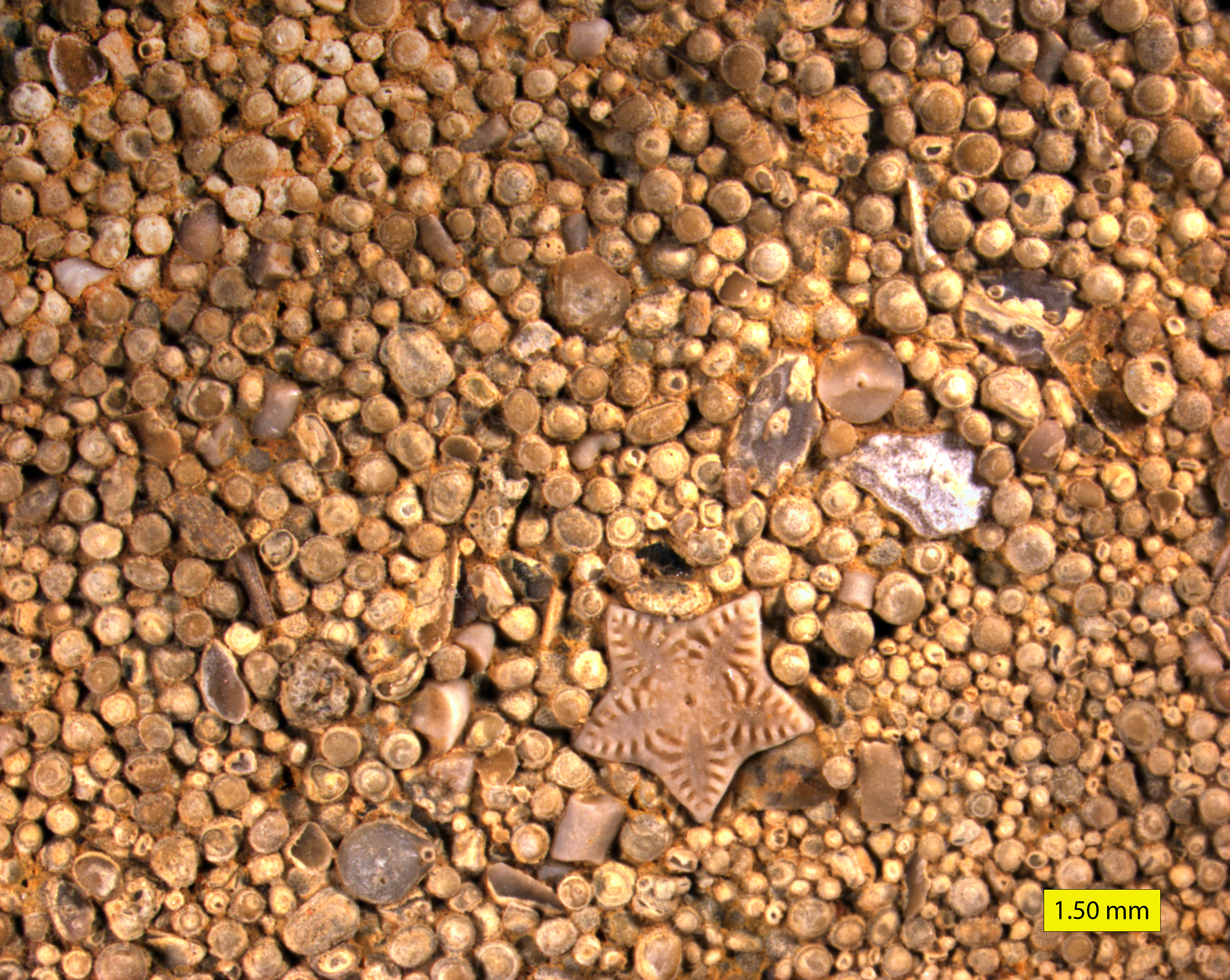
خاگه‌های کربناتی بر سطح سنگ آهک‌های ژوراسیک میانی در جنوب یوتا، آمریکا. قطر بزرگ‌ترین آن‌ها ۱ میلی‌متر است.

سنگ کربناته (انگلیسی: Carbonate rock) یا سنگ‌های کربناته، گونه‌ای از سنگ‌های رسوبی است، که عمدتاً از کانی‌های کربناته، نظیر کلسیت، آراگونیت و دولومیت تشکیل شده‌است.
سنگ آهک که از کلسیت و آراگونیت تشکیل شده و سنگ دولومیت که از کانی دولومیت تشکیل شده دو نوع مهم و اصلی سنگ‌های کربناتی به‌شمار می‌روند.
کلسیت هم می‌تواند توسط آب‌های زیرزمینی حلال‌پوشی و هم ته‌نشین شود که به عوامل متعددی مانند دمای آب، پی‌اچ و غلظت یون‌های انحلالی بستگی دارد.
پدیده‌های کارستی و غار در سنگ‌های کربناتی به دلیل انحلال‌پذیری آن‌ها در آب‌های زیرزمینی اسیدی شکل می‌گیرد.
سنگ مرمر نوعی سنگ دگرگونی کربناتی است. سنگ‌های آذرین کربناتی کمیاب به صورت سنگ نفوذی کربناتیت و حتی در موارد کمیاب‌تر به صورت گدازه کربناتی آتشفشانی یافت می‌شود.